# جوليا كينغ (لاعبة هوكي الحقل)
جوليا كينغ (بالإنجليزية: Julia King)‏ هي لاعب هوكي الحقل نيوزيلندية، ولدت في 8 ديسمبر 1992 في أوكلاند في نيوزيلندا.

## روابط خارجية
- جوليا كينغ على موقع الاتحاد الدولي للهوكي (الإنجليزية)
- جوليا كينغ على موقع أوليمبيديا (الإنجليزية)
- جوليا كينغ على موقع اللجنة الأولمبية النيوزيلندية (الإنجليزية)